# 欠点だらけの刑事
『欠点だらけの刑事』（けってんだらけのけいじ）は、2018年からテレビ朝日系で放送されている刑事ドラマシリーズ。主演は小日向文世。
欠点だらけの変わり者の刑事が、欠点から生まれた取り柄を武器に殺人事件の謎を解く。
第1作が2018年2月4日に日曜ワイドで放送され、2021年9月22日に続編となる第2作が放送された。

## 登場人物

### 警視庁南葉警察署
百野冬美男（ひゃくの ふみお）
演 - 小日向文世（少年期：森遥野〈第1作〉、戸井田竜空〈第2作〉）
刑事課の刑事。階級は警部補。自分の決めたルールを破ることができない不器用な男。人間と交わるのが苦手で、過去には様々なトラウマがある。集合体恐怖症らしく、イチゴや斑点が苦手。また、半径1.5m以内のパーソナルスペースや人が手作りしたものについて異常にごねる。話を途中で遮られると身体がむずがゆくなる。そのような性格ゆえに、仕事では、変わり者過ぎて単独行動を認められていた。不器用で変わり者な印象が強いが、洞察力に長けており、そうした彼の行動が事件解決に導いている。また、夏男とは仲が良い。
離婚歴があり、現在は独身。住まいは元妻の紗代が夫と経営している「創作料理屋てごね」の2階（301号室）。第2作では、てごねが閉店したことに伴い、警視庁南葉警察署独身寮に引っ越している。
万城目千鶴（まんじょうめ ちづる）
演 - 森口瑤子
刑事課の刑事。履歴書によると、満49歳。生活安全課出身で階級は巡査部長。剣道初段。百野とコンビを組むことになるが、すぐに「偏屈な変わり者」と扱いに困り始める。第2作では刑事課長に昇進し、百野の上司となる。
一ノ瀬貴一（いちのせ きいち）
演 - 工藤阿須加（第2作）
刑事課に配属された体育会系新人刑事。万城目に代わって百野とコンビを組む。百野と同じ独身寮で暮らす。猫好き。
九十九健作（つくも けんさく）
演 - 林家正蔵
刑事課長。百野の年下の上司。第2作では南葉署の副署長に昇進している。
三竿達也
演 - 今野浩喜（第1作）
刑事課の刑事。階級は巡査部長。口では百野のことを凄腕刑事だと称賛している。
立花五樹
演 - 瀬川亮
刑事課の刑事。階級は巡査部長。
三品正
演 - 田中聡元（第2作）
刑事課の刑事。
花形誠
演 - 今里真
鑑識員。

### 創作料理屋てごね（第1作）→ 警視庁南葉警察署独身寮（第2作）
橋本紗代（はしもと さよ）
演 - 西尾まり
女将。岳太郎の妻。百野は元夫で結婚生活は532日間だった。
橋本岳太郎（はしもと がくたろう）
演 - 大谷亮介
店主。百野の同級生。第2作でてごねを閉店し、紗代と共に独身寮の住み込み管理人をしており、寮内食堂も切り盛りしている。
橋本夏男
演 - 南岐佐（第1作）
岳太郎と紗代の息子。頻繁に百野の部屋に泊まっている。

### ゲスト
第1作（2018年）
- 飯塚妙子（「スイーツ・トーコ」社員） - 海老瀬はな
- 坂本菜摘（「スイーツ・トーコ」専務） - 芳野友美
- 植野容子（美月の友人） - 小牧芽美
- 桐山（鹿間警察署 刑事） - 田村ツトム
- 東堂美月（東堂奈緒の母・洋菓子店の店員・15年前失踪） - 松原由希子
- 食堂女将 - 溜祐美
- 食堂主人 - 上西雄大
- 松田佳子（美月の中学の同級生・元派遣社員） - 西村亜矢子
- 児童養護施設「若桜こどもの家」園長 - 泉知奈津
- テツオ（万城目が生活安全課時代に面倒見た少年） - 永沼伊久也
- 警察官 - 内藤邦秋
- コウジ（万城目が生活安全課時代に面倒見た少年） - 南出善正
- 鑑識員 - 宇乃徹
- 武山沙織（陶子の秘書・武山家の養女で以前の名前は「東堂奈緒」） - 土居志央梨（幼少期：中川江奈）
- 天野翔平（陶子の夫） - 比留間由哲
- 天野陶子（「スイーツ・トーコ」社長・洋菓子プロデューサー） - 高橋惠子

第2作（2021年）
- 長谷川凛子（人気収納家） - 原沙知絵
- 亀田亜希恵（凛子のライバルの収納家） - 安藤玉恵
- 金子武雄（10年前心臓発作で死亡） - 不破万作
- 前田安子（NPO法人「遺品整理ウエストヒル」スタッフ） - 池谷のぶえ
- 鹿野秀美（凛子のアシスタント） - 山谷花純
- 土屋あゆみ（凛子のマネージャー） - 黒崎レイナ
- 岸田貴志（秀美の恋人） - 佐伯大地
- 店のおばあさん - 上村依子
- 鹿野洋子（秀美の母） - 松本麻希
- インタビュアー - 工藤俊作
- インタビュアー - 久遠明日美
- 西岡太（NPO法人「遺品整理ウエストヒル」代表） - 国広富之

## スタッフ
- 脚本 - 徳永友一（第1作）、櫻井剛（第2作）
- 監督 - 近藤一彦
- 音楽 - 松田純一
- 警察監修 - 中園修二（第1作）、鈴木和弘（五社プロダクション)(第2作）[18]
- VFX - キルアフィルム（第1作）
- プロダクション協力 - 東映京都撮影所（第1作）、東映東京撮影所（第2作）
- ゼネラルプロデューサー - 関拓也（テレビ朝日）
- プロデューサー - 都築歩（テレビ朝日）、榎本美華（東映）
- 制作 - テレビ朝日、東映

## 放送日程
| 話数 | 放送日        | サブタイトル                                                                      | 脚本     | 監督     |
| ---- | ------------- | --------------------------------------------------------------------------------- | -------- | -------- |
| 1    | 2018年2月04日 | 百の弱点に悩む男!? 百野冬美男vsカリスマ女社長…美しすぎる殺人現場!!                | 徳永友一 | 近藤一彦 |
| 2    | 2021年9月22日 | 100の弱点を持つ男!? 3センチの隙間が許せない変人刑事VS収納名人の死体片付けトリック | 櫻井剛   | 近藤一彦 |